# Municipio de Crabtree (condado de Yancey)
El municipio de Crabtree (en inglés: Crabtree Township) es un municipio ubicado en el  condado de Yancey en el estado estadounidense de Carolina del Norte. En el año 2010 tenía una población de 3.359 habitantes.

## Geografía
El municipio de Crabtree se encuentra ubicado en las coordenadas 35°54′11.42″N 82°12′49.45″O / 35.9031722, -82.2137361.